# Chris Crowe
Christopher Crowe-detto Chris- (Newcastle upon Tyne, 11 giugno 1939 – Bristol, 30 aprile 2003) è stato un calciatore inglese, di ruolo attaccante.

## Carriera

### Club
Ha sempre giocato nel campionato inglese.

### Nazionale
Ha disputato un incontro con la Nazionale inglese nel 1962.